# Alloperla roberti
Alloperla roberti е изчезнал вид насекомо от семейство Chloroperlidae.

## Разпространение
Видът е бил ендемичен за Илинойс, окръг Рок Айлънд.
Не е виждан от 1860 г. и вероятно е изчезнал.